# لافنیتس
لافنیتس (به آلمانی: Lafnitz) یک منطقهٔ مسکونی در اتریش است که در هارتبرگ فورستنفلد واقع شده‌است. لافنیتس ۱۵٫۶۱ کیلومتر مربع مساحت دارد ۴۱۲ متر بالاتر از سطح دریا واقع شده‌است.